# Cambarus subterraneus
Cambarus subterraneus är en kräftdjursart som beskrevs av Hobbs III 1993. Cambarus subterraneus ingår i släktet Cambarus och familjen Cambaridae. IUCN kategoriserar arten globalt som akut hotad. Inga underarter finns listade i Catalogue of Life.